# 河原和之
河原和之（かわはら かずゆき、1952年〈昭和27年〉 - ）は、日本の教育学者、著述家。立命館大学非常勤講師、専門は社会科教育論。

## 経歴
1952年（昭和27年）、京都府木津町（現・木津川市）生まれ。関西学院大学社会学部卒業後、東大阪市の公立中学校にて30年あまり勤務していた。なお、東大阪市立小阪中学校に勤務していた2002年（平成14年）には、帝塚山学院大学国際理解研究所が主催する「第27回国際理解教育賞」において、論文「わてらアジア探検隊−３Ｆから３Ｄへの多文化共生教育」が入選しエースジャパン賞を受賞する。東大阪市教育センター指導主事や東大阪市立縄手中学校指導教諭を経て、立命館大学を中心に近畿大学など7校の非常勤講師を務める。

## 研究
生徒たちの学習問題の発見過程に着目して社会科学習に対する生徒たちの関心・意欲を高めるため授業の過程に「タネ」として生徒に疑問を持たせる設問を開発し、説明的知識の習得を目指した授業構成が行われている。

## 著書

### 単著
- 『主体的・対話的で深い学びを実現する! 100万人が受けたい社会科アクティブ授業モデル』明治図書出版、2017年。ISBN 978-4182581205。
- 『クイズ主権者教育―ウッソ―?ホント! 楽しい教材71』学芸みらい社、2017年。ISBN 978-4908637384。
- 『続・100万人が受けたい「中学歴史」ウソ・ホント?授業』明治図書出版、2017年。ISBN 978-4182573101。
- 『続・100万人が受けたい「中学地理」ウソ・ホント?授業』明治図書出版、2017年。ISBN 978-4182572166。
- 『続・100万人が受けたい「中学公民」ウソ・ホント?授業』明治図書出版、2017年。ISBN 978-4182574290。
- 『スペシャリスト直伝! 中学校社会科授業成功の極意』明治図書出版、2014年。ISBN 978-4181343217。
- 『「本音」でつながる学級づくり 集団づくりの鉄則』明治図書出版、2014年。ISBN 978-4181265182。
- 『大人もハマる地理』すばる舎、2013年。ISBN 9784799102718。
- 『活用・探究力を鍛える「歴史人物42人+α」穴埋めエピソードワーク』明治図書出版、2010年。ISBN 9784184767195。

### 共著
- （共著・泉美智子）『15歳からの経済入門 (日経ビジネス人文庫)』日本経済新聞出版社、2012年。ISBN 978-4532196516。
- （共著・泉美智子）『日本経済学園指定教科書―とびきりやさしい経済の本』日本経済新聞出版社、2007年。ISBN 978-4532352011。